# Rạch Gầm – Xoài Mút
Rạch Gầm – Xoài Mút là một đoạn của sông Tiền được giới hạn bởi hai sông nhánh nhỏ đổ vào sông Tiền là sông Rạch Gầm (phía thượng lưu) và sông Xoài Mút (phía hạ lưu). Đoạn sông này ngày nay nằm giữa địa phận thành phố Mỹ Tho và huyện Châu Thành, tỉnh Tiền Giang (trước năm 1976 là tỉnh Mỹ Tho), Việt Nam.
Tại đây, ngày 20 tháng 1 năm 1785, quân Tây Sơn do Long Nhương Tướng quân Nguyễn Huệ chỉ huy đã đánh bại 5 vạn quân thủy bộ của Xiêm La qua can thiệp giúp Nguyễn Phúc Ánh, đồng thời đốt rụi 200 tháp thuyền to, Xiêm chỉ còn sống sót được vài nghìn quân trốn chạy về nước.